# 倪思
倪思（1147年—1220年），字正甫，號齊齋，湖州归安（今浙江省湖州市菱湖镇射中村）人。
乾道二年进士，淳熙四年（1177年）爲瑞州判官。淳熙五年（1178）中博學宏詞科。累迁秘书郎，除著作郎兼翰林权直。累遷將作少監。因忤史弥远，出知镇江府，移福州。嘉定元年（1208）史弥远拜右丞相，翰林权直陈晦起草“制书”，其中有“昆命元龟，使宅百揆”之语，倪思认为这是“尧禅舜之文”，“请贴改麻制”。史弥远唆使陈晦弹劾倪思“僭论麻制，镌职而罢，自是不复起矣”。嘉定十三年（1220年）卒，谥文节。著有《班馬異同》、《經鑰鉬堂雜誌》、《重明節館伴語錄》。

## 延伸阅读
[在维基数据编辑]
 《宋史·卷398》，出自脱脱《宋史》